# Croton pellitus
Espèce
Croton pellitus est une espèce de plantes à fleurs du genre Croton et de la famille des Euphorbiaceae, présente de l'Équateur jusqu'au Pérou.
Il a pour synonyme :
- Oxydectes pellita, (Kunth) Kuntze